# Kenchepalli, Chintamani
Kenchepalli là một làng thuộc tehsil Chintamani, huyện Chikkaballapur, bang Karnataka, Ấn Độ.